# Groot visstaartje
Het groot visstaartje (Meganola albula) is een nachtvlinder uit de familie van de visstaartjes (Nolidae).
De voorvleugellengte bedraagt tussen de 10 en 11 millimeter. De soort komt verspreid over Europa voor. Hij overwintert als rups.

## Waardplanten
Het groot visstaartje heeft als waardplanten gewone braam, framboos, bosaardbei en bosbes.

## Voorkomen in Nederland en België
Het groot visstaartje is in Nederland en België een niet zo algemene soort, die in Nederland vooral op de zandgronden en langs de kust wordt gezien, en in België in het hele land, vooral in Vlaanderen. De vlinder kent jaarlijks één generatie die vliegt van halverwege juni tot halverwege augustus.